# Олейников, Анатолий Аввакумович
Анатолий Аввакумович Олейников
(5 сентября 1940, село Михайлово-Александровка, Чертковский район, Ростовская область — 5 февраля 2009, Москва) — деятель советских спецслужб, генерал-майор (1991). Член КПСС с 1966 года.

## До работы в КГБ
После окончания в 1962 г. Новочеркасского политехнического института работал инженером-технологом, старшим мастером Машиностроительного завода имени 40-летия Октября в Балашихе.

## В органах госбезопасности
В органах госбезопасности с 1968 г. Окончил двухгодичные курсы подготовки руководящего состава со знанием иностранных языков при ВШ КГБ и с 1970 г. работал в УКГБ по Москве и Московской области: оперуполномоченный, старший оперуполномоченный, начальник отделения, заместитель начальника отдела, с 1978 г. — начальник отдела 2-й службы (контрразведка), с 1982 г. — начальник 4-й службы (транспорт), с 1982 г. — начальник 6-й службы (промышленность), в 1984 г. участвовал в расследовании «Узбекского дела». Затем занимал должности:
Начальник УКГБ по Пермской области (август 1985 — декабрь 1988 г.);
Старший инспектор Инспекторского управления КГБ СССР (1988—1990 г.);
Заместитель начальника Управления «ОП» КГБ СССР (декабрь 1990 — август 1991 г.);
1-й заместитель председателя КГБ СССР (29 августа — 3 декабря 1991 г.), член Государственного комитета по расследованию деятельности органов КГБ;
С 28 ноября 1991 года — член Государственной комиссии по реорганизации органов государственной безопасности.
1-й заместитель председателя МСБ СССР (c 13 декабря 1991 г.);
После распада СССР — 1-й заместитель министра безопасности РСФСР (24 января — 6 июня 1992 г.), уволен по состоянию здоровья 9 июня 1992 г. В 1993 г. восстановлен на службе, представитель МБ РСФСР — ФСК РФ в Германии.

## Постсоветский период
С 1994 г. — офицер действующего резерва ФСК — ФСБ России, работал по линии Управления экономической безопасности.
В 1996—1998 г. работал начальником Службы безопасности банка «Возрождение» (Москва);
Умер 5 февраля 2009 года. Похоронен 9 февраля на Троекуровском кладбище.

## Награды
- орден Красного Знамени,
- два ордена Красной Звезды.